# 维生素D缺乏症
维生素D缺乏症是缺乏维生素D所表现出来的一系列病症。这种疾病可能是由于人体摄入的维生素D不足，并且没有接受足够多的阳光照射（准确地说是阳光中的中波紫外线B光）导致的，也有可能是体内发生的紊乱导致维生素D的吸收受限，还有可能是因为肝脏、肾脏或者遗传因素导致的紊乱使得维生素D转换成为具有活性的代谢产物的过程受损。
维生素D缺乏症可以引发骨矿化受损以及多种与骨骼相关的疾病，儿童可能会出现佝偻病，成人可能会出现骨软化和骨质疏松症。

## 分类

血液中维生素D（骨化二醇）含量与骨病之间的关系

维生素D缺乏症引发的有关病症主要是通过测量血液中的化合物25-羟基维生素D（骨化二醇）的含量而得到相关结果的，而25-羟基维生素D则是活性物质1,25-双羟基维他命D（骨化二醇）的前体物质。2008年一篇评论文章将维生素D缺乏症的严重程度分为以下四类：
- 不足 50–100 nmol/L（20–40 ng/mL）
- 轻微 25–50 nmol/L（10–20 ng/mL）
- 中度 12.5–25.0 nmol/L（5–10 ng/mL）
- 严重 < 12.5 nmol/L（< 5 ng/mL）

针对所测的化合物，两种单位的转换标准为1.0 nmol/L = 0.4 ng/mL。还有一些其它作者认为血液中的25-羟基维生素D含量达到75–80 nmol/L（30–32 ng/mL）时，即可认为维生素D含量足够，但在夏威夷进行的一项研究显示，该地的健康年轻人在接受相当足的阳光照射量的条件下，血液中的25-羟基维生素D含量并未达到前面所述的标准值。

### 维生素D的状态以及补充
在一项实验中，一些身体健康的年迈女性按照要求补充了钙素补充剂，结果显示血管事件发生的风险提高，这导致一些专家开始质疑目前大部分人所认同的通过服用维生素D补充剂来维持血液中维生素D的含量的做法，而更多的专家则认为补充维生素D可以治疗痛风。
2010年的一项实验没有证明高的维生素D会给人带来预想的有益结果，实验发现血液中25-羟基维生素D浓度在某些季节低于50 nmol/L或20 ng/ml（大多数学者所认为的不足的水平）的女性的肌肉骨骼系统相关疾病发病的风险并没有升高，这些预想的风险包括骨折、跌倒、骨密度下降、握力下降等，同时与肌肉骨骼系统无关的疾病发病的风险也没有升高，这些风险包括死亡、心肌梗塞、癌症、心脏衰竭以及血压、体重、体躯成分、胆固醇等方面的不利改变。近期不断有一些研究还表明血清中过高的25-羟基维生素D的浓度（高于125 nmol/L）也会对人体健康带来不利影响。

## 病症

骨化二醇（1,25-双羟基维他命D）的活性形式，注意右上与右下方的羟基。

缺乏维生素D可能会导致多种与骨骼有关的疾病，这些疾病包括：
- 佝偻病：佝偻病是处于儿童时期的患者缺乏维生素D所表现出的主要病症，主要症状有长骨的生长障碍与畸形，早期症状为颅骨软化，即患者的颅骨异常变软[13]。
- 骨软化病：骨软化病只发病于成人群体，主要症状为肌无力与骨脆。
- 骨质疏松症：主要表现为骨矿物质密度变低，骨脆症状加剧。
- 肌肉疼痛与肌无力：主要是近端肢带肌肉发生痛疼并感到无力[6]。
- 肌肉抽搐

1918到1920年间，爱德华.莫兰贝医生发现了饮食会影响儿童佝偻病的发病。1921年美国生化学家麦科勒姆在一些脂肪中发现了一种可以抗佝偻病的物质，这种物质后来成为了被发现的第四种维生素，因此被命名为维生素D。1928年的诺贝尔化学奖颁发给阿道夫·温道斯，以表彰其发现了维生素D的前体物质7-脱氢胆甾醇。
在奶制品中加强维生素D补充之前，佝偻病一直都是一种主要的公共健康问题。20世纪30年代起，美国的牛奶开始添加维生素D，标准为每夸脱牛奶添加10微克（400国际单位），自此美国佝偻病发病率大幅下降。
缺乏维生素D也被认为是造成老年人患抑郁症的风险因素之一 。

## 风险因素

### 年龄
针对所有婴儿、儿童和青少年的维生素D推荐摄入量已经由过去的每天200IU（国际单位）翻倍至每天400IU。2008年10月，美国儿科协会开始建议从婴儿出生起每日都应补充400IU（10μg）的维生素D，1IU的维生素等于0.025 μg的胆骨化醇或麦角钙化醇。每日摄入400IU的维生素D可以防止佝偻病以及其它非骨骼相关的慢性疾病。加拿大儿科协会建议怀孕或哺乳的女性每日应摄入2000IU的维生素D，以保证纯母乳哺育的婴儿可以每日摄入400IU的维生素D，同时协会还建议生活在纬度高于55度地区的婴儿，在10月至次年4月之间应该摄入800IU的维生素D。加拿大卫生部的每日建议摄入量也为400IU。一般的婴幼儿配方奶粉都已经额外添加了维生素D。

### 营养不良
营养不良也是维生素D缺乏症的风险因素之一。在英国佝偻病与骨软化病的发病都已非常罕见，但在一些移民聚居的社区中，这些疾病还有爆发的情况发生，这些骨软化病的女患者中包括一些穿着西方服饰且看起来接受了足够日光照射的女性。深色皮肤以及日光照射不足并不至于导致佝偻病，但如果当饮食背离了西方饮食习惯的话，就有可能导致上述疾病发生，通常人们所说的西方饮食习惯是指摄入大量的肉类、鱼类以及蛋类食品并少量摄入高度浓缩的谷物食品，例如如果不吃肉制品就会导致佝偻病的发生。在大多数国家缺乏维生素D依然是婴儿患佝偻病的主要病因，这是由于母乳中维生素D含量较低，且各种社会风俗以及气候条件使得婴儿不能接受到足够的中波紫外线B光照射。而在一些阳光充足的国家，例如尼日利亚、南非和孟加拉国，婴儿与儿童患佝偻病的主要原因则是因为没有从饮食中摄入足够的钙质，在这些地区谷物是主要的食物，并且人们摄入的乳制品很有限。佝偻病也曾经是美国的主要公共健康问题之一，美国丹佛的紫外线强度比同纬度的海平面的紫外线强度要强20%，但在20世纪20年代，这里的每500名儿童中有三分之二患有轻度佝偻病，后来随着美国民众饮食中动物蛋白的摄入量增长以及添加了维生素D的牛奶的消费量翻倍，佝偻病的发病率迅速下降。

### 肥胖
肥胖患者体内的维生素D循环可能会因为生物利用度降低而变得缓慢，并且也容易引发维生素D缺乏。对于一些摘除了甲状旁腺（通常是需要做肾透析的三发性甲状旁腺机能亢进症患者，也有一些是原发性甲状旁腺功能亢进症的患者）或是甲状旁腺机能减退的患者，临床上可能会对其补给一定剂量的维生素D来维持其血钙的正常水平，补给的量最高为每天100000IU（即2.5mg）。慢性肝病患者或肠吸收障碍患者也需要补给较大剂量的维生素D，最高为每天40000IU（即1mg）。
针对这种采用高剂量治疗法来达到所谓的维生素D含量阈值的做法存在着争议，有人认为这样做没有依据。这些研究可能是将身体虚弱无法出门且接受不到充足日光导致维生素D不足的人与健康人作对比，而不是与缺乏维生素D导致患病的人进行对比，因此使得研究结果产生偏差。同时长期伏案工作的人肥胖的概率和增加的体重与体内25-羟基维生素D含量成反比，这一关系也可能会误导人们，使他们认为低维生素D含量与糖尿病、缺血性心脏病等肥胖人群易发疾病也有关系。肥胖可能是研究维生素D缺乏与身体健康之间关系的一个干扰因素，但有一些人仍继续认为肥胖与长期伏案工作的人因其血液中维生素D含量偏低，患各种疾病的概率会变高。

### 阳光照射
理论上使用防晒系数（SPF）为8的防晒霜会阻碍95%的皮肤中维生素D的合成，但在实际实验过程中，防晒霜对皮肤中维生素D的影响却几乎可以忽略不计。在澳大利亚与新西兰，当地人群的维生素含量水平也并没有受到当地的宣传使用防晒霜的组织宣传的影响，相反的，穿着衣物比涂抹防晒霜更能导致皮肤中维生素D的产量下降。
维生素D缺乏的另一个风险因素是穿着遮盖大面积皮肤的衣物。如果持续地或者有规律地穿着这类衣服（例如阿拉伯国家及一些伊斯兰国家里女性的传统服饰波卡）则会更易导致较低的维生素D含量，并更易引发维生素D缺乏。

### 深色肤色
曾有人提出，浅色皮肤所含的色素较少，拥有浅色皮肤的人群身体内的维生素D含量相对而言要高一些，又由于黑色素可以阻挡阳光，因此居住在高纬度的深色肤色的人群可能会需要摄入额外的维生素D来防止发生维生素D缺乏。自然选择假说表明，生活在靠近南极与北极的人群进化出了浅色皮肤用来优化皮肤对于阳光照射的接收能力 。
佝偻病有的时候是由于基因异常导致的，例如常染色体显性遗传性低磷血症性佝偻病或家族性低磷酸血症佝偻病，这与近亲结婚有一定关联，可能是奠基者效应的体现。在克什米尔，这里的患有因维生素D缺乏导致的佝偻病患者大多都已经增加了身体内25-羟基维生素D的浓度。肤色也与低浓度的25-羟基维生素D有关，特别是对于生活在温和气候带国家的非洲人，例如没有表现出病症的东非儿童中有44%的人生活在墨尔本，他们体内的维生素D含量都低于10ng/mL（或25 nmol/l）。但是对于一群生活在北纬10度的亚的斯亚贝巴的埃塞尔比亚健康青年的研究显示，他们体内的维生素D含量为23.5nmol/L。一篇有关于非洲维生素D情况的评论给出了赤道国家的人群体内维生素D含量的中位数水平：肯尼亚为65.5 nmol/L、刚果民主共和国为65nmol/L，并得出结论，认为将针对西方国家人群维生素D水平与健康程度的关系直接照搬应用至非洲国家的做法仍然值得商榷。
北欧国家人群体内的维生素D含量要比中欧与南欧的人群体内维生素D水平高出30%左右，这种较高的维生素D含量可能是由于长期的遗传所造成的。一项针对25-羟基维生素D的全球跨学科元分析显示，全球人口维生素D含量平均为54nmol/l，并且通常女性要比男性的维生素D水平高，高加索人的维生素D水平要比非高加索人高。分析并没有显示出维度与维生素D水平之间的关系。非裔美国人体内循环通常拥有较低的25-羟基维生素D水平，但是他们却拥有更高的甲状旁腺激素水平和1,25-双羟基维他命D水平，也就意味着他们有着更大的骨密度，与其他人口相比，他们患脆性骨折的概率要更低一些。维生素D的缺乏会导致骨骼矿化受损，并会带来一系列骨骼软化疾病。

## 诊断
血清中的25-羟基维生素D浓度是用来判断人体维生素D状态的主要依据，它可以反映出人体皮肤制造的维生素D和饮食摄入的维生素D的状态，并且25-羟基维生素D具有在人体循环过程中有15天的较长半衰期，但是它不能反映出储存在人体其他组织中的维生素D水平。血清中的1,25-双羟基维他命D浓度一般不被用作判断人体维生素D状态的依据，主要是因为其半衰期较短，并且会受到甲状旁腺激素、钙素以及磷酸盐等物质的较大影响而影响准确性，同时人体内的1,25-双羟基维他命D浓度一般不会快速降低，只有在维生素D缺乏症症状非常明显时该物质在血清中的浓度才会显著降低。
曾有一项研究表明维生素D3比维生素D2更能够提升血液中25-羟基维生素D的浓度，但该结论已经被推翻，在另一项研究中，受试者们为了保持血液中25-羟基维生素D的浓度被分别给予维生素D3与维生素D2，结果是达到同样的目的所服用的两种维生素D的量相等。
实验室中对25-羟基维生素D的浓度分析结果差异较大，特定的实验测量过程以及所选择的实验室的不同都有可能会使测量值产生或高或低的误差。2009年7月发布的一本标准参考指南为实验室提供了规范其测量操作的指导。
针对“为了保持健康，人体内维生素D含量究竟为多少”这样一个问题，各方观点不一。一般而言体内维生素D含量低于10 ng/mL（25 nmol/L）则会导致较为严重的疾病，例如婴儿及儿童的佝偻病或者是成人骨软化症。对于健康的人来说，维生素D含量保持在15 ng/ml（37.5 nmol/L）就已足够。还有一些人认为高于30 ng/ml（75 nmol/L）的维生素D含量有助于人体达到最佳的健康状态，但这一观点缺乏实验证明。
当人体的25-羟基维生素D浓度持续高于200 ng/mL（500 nmol/L）则可能导致维生素D中毒，但相关数据资料非常稀少。在动物实验中，维生素D浓度为400 ng/mL（1,000 nmol/L）时动物并没有表现出中毒症状。维生素D中毒通常是过量补充维生素D所造成的，高钙血症是其典型的症状。在这些病例中通常可以检测到患者体内的维生素D含量超过150 ng/mL（375 nmol/L），但也存在一些患者，其体内维生素D含量并没有出现异常。对于那些需要额外补充维生素D的人群，一般都需要进行定期的维生素D水平检查。
在超重人群中，脂肪质量与体内25-羟基维生素D水平成反相关。这一联系可能会使人们对之前所报道的低维生素D水平与肥胖者易发疾病的关系产生误解，这里所提到的维生素D水平为体内所循环的维生素D的浓度，而没有将储存在人体的维生素D计算在内。过量的维生素D可以存储在人体的脂肪组织中，并可以在阳光较少的冬季得到利用  。
一项针对夏威夷滑板运动和冲凉运动青年的研究显示，尽管他们接受了非常充足的阳光照射，但是他们中间有51%的人体内测得的维生素D含量都低于所预期的最低值30 ng/ml，他们中间维生素D含量最高的为60 ng/ml（150nmol/L）。另一项采取了与前组研究同样实验组的类似的实验结果显示，在夏威夷接受长时间充足阳光照射的人群的维生素D水平范围为11–71 ng/mL，这一结果与另一项在美国威斯康辛州的部分实验结果类似，在这项实验中，一部分进行母乳哺育的母亲被给予了维生素D的补充片剂，结果显示这组女性体内的维生素D水平从12 ng/mL到77 hg/mL不等。值得注意的是，威斯康辛州的这项实验中的实验数据比前两项实验研究得到的结果还要高。
另一项针对非裔美国人的研究结果显示，这些人群血液中25-羟基维生素D的含量随着其非洲血统的增加而呈线性下降，具体规律为其非洲血统每增加10%，其体内的25-羟基维生素D降低2.5-2.75 nmol/L。对于拥有较多非洲血统的这部分人来说，通过阳光照射或者饮食来提高维生素D水平的做法的有效性要比非洲血统较少的人群低46%。这可能是不同种族的维生素D代谢作用存在区别导致的。

## 营养因素

### 癌症
来自美国国家癌症研究中心的一项研究对第三国全国健康和营养检查调查结果进行了分析，并试图从这16818名年龄在17岁以上的受测者中验证癌症死亡率与其体内血液中循环的维生素D水平之间的关系，但实验结果并没有对这种关系（25-羟基维生素D与癌症死亡率之间的关系）提供支撑。不像其他采用前瞻性群组研究方法的实验，这项实验是采用全程跟踪的方法，也就是研究者对受测者的血液中维生素D水平是直接采取的抽血测验，而并非其它实验仅仅是采用不准确的预测模型来进行推断。
有关于维生素D可能可以预防癌症的分子基础是维生素D可以充当核转录因子的角色，从而控制细胞生长、分化、有丝分裂和许多可能会导致癌症发病的细胞机制，这些作用是通过癌症细胞中的维生素D受体得到调节的。编译维生素D受体基因片段的多态体可能与乳腺癌发病率的增加有关，但一项针对75名土耳其乳腺癌患者的研究显示，维生素D受体等位基因Taq I、Bsm I的出现几率和基因型频率均与正常人群相似。维生素D受体调节的基因表达受损被认为会改变乳腺的发育或功能，并且容易导致细胞的恶性转化。维生素D受体基因FOK1 变异的纯合子女性患者要比其他女性更容易得乳腺癌。在另一项研究中，前列腺癌晚期患者在治疗过程中也被施用了骨化三醇。
研究还表明在夏季进行手术或进行治疗的癌症患者要比那些在冬季进行手术或治疗的患者有更大的生存几率，主要是由于在夏季人体可以接受到更多的阳光照射，因而可以产生更多的维生素D（但除维生素D这一原因之外，还有可能是由于冬季流感的传染發病率高）。
人群的维生素D含量与它们所接受的太阳辐照度的相关性可能会受到其他因素例如年龄、性别、皮肤色素、纬度、是否使用防晒霜和衣着等的干扰。此外，癌症的发病率和死亡率与遗传因素也会有关，这在北半球更常见 。
2005年的一项元分析通过分析63个独立的观察性研究发现维生素D血清浓度与癌症存在一定关系，作者提出每天额外补充1000IU（25微克）的维生素D可以降低结肠癌发病率50%，乳腺癌和卵巢癌的发病率也会降低30%。血清中维生素D含量过低已经证明与乳腺癌的病情发展和骨转移有关。
2006年的一项研究，通过对超过十二万受测者进行的两个长期健康调查结果显示，按照美国饮食最佳定额量所推荐的每日400IU的量摄入维生素D，可以降低胰腺癌发病率43%。但是对于男性吸烟者而言，他们患胰脏癌的风险是最高的，要比正常高出3倍，而他们血清中的25-羟基维生素D水平则是最低的。
另一项涉及到1200名女性的随机干预研究在2007年6月发布了研究结果，研究表明在四年的临床试验中，补充维生素D（每天1100IU）使癌症发病率降低了60%，癌症确诊率在第一年后降低了77%（不包括在对维生素D补充进行干预之前就已经导致癌症的情况） 。但这项研究遭到了很多质疑与批评，例如这项实验缺乏详细的数据、采用的统计方法需得到说明、与非随机抽样的研究结果进行对比等。随后此项研究的作者对此作出了回应，提供了所要求的数据，并解释了所采用的统计方法，并评论说即使维生素D仅仅是拖延了癌症的发病，但这也是维生素D对人体有益的一点。
一项来自加利福尼亞大學聖地牙哥分校的塞德里克·加兰与弗兰克·加兰的研究分析了华盛顿县25000名志愿者的血液后发现，那些骨化二醇含量最高的人相较于骨化二醇值为一般水平的人而言，患结肠癌的概率只有一般水平的五分之一。

## 治疗
- 1.一般治疗
- 哺乳期婴儿要强调补充鱼肝油，及时添加维生素D较多的食品（肝、蛋黄等），多到户外活动，增加日光照射的机会。激期阶段勿使患儿久坐，久站，防止骨骼畸形。
- 2.补充维生素D

- 3.补充钙剂

维生素D治疗期间应同时服用钙剂。
- 4.矫形疗法